# Кровавая жатва
«Крова́вая жа́тва» (англ. Red Harvest, 1929) — детективный роман Дэшила Хэммета. Входит в «100 лучших детективных романов всех времен».

## Сюжет
Действие разворачивается в 1920-х годах в небольшом американском городе Отервилл, который все называют Отравилл. В город приезжает сотрудник детективного агентства «Континенталь», вызванный редактором местной газеты Дональдом Уилсоном. В день приезда Оперативник узнаёт, что Дональд Уилсон убит. Выясняется, что городом и штатом фактически правил бизнесмен Илайхью Уилсон, отец убитого Дональда. Для борьбы с бастующими рабочими бизнесмен нанял гангстеров, которые справились с делом, но вскоре вышли из-под контроля. Город оказался во власти нескольких гангстерских группировок и коррумпированной полиции. После того, как Оперативника дважды чуть не убивают, он объявляет войну преступному миру города.

Вы хотите, чтобы вас оставили в покое. Было время, когда я хотел того же. Если бы моё желание исполнилось, я бы сейчас, возможно, был уже на пути к Сан-Франциско. Но оно не исполнилось. Особенно ему помешал исполниться этот жирный Нунан. За два дня он дважды покушался на мой скальп. Это многовато. Теперь моя очередь его пощипать. Отравилл созрел для жатвы. Эта работа мне по душе, и я ею займусь.

Оперативник стравливает между собой лидеров группировок и шефа полиции и в результате добивается своего. Все главные гангстеры мертвы, а Уилсон под угрозой шантажа соглашается ввести в Отервилл Национальную гвардию для окончательной зачистки города. Оперативник отказывается от должности шефа полиции и уезжает.

## История создания и публикации
«Кровавая жатва» была первым романом Хэммета. Сначала это был цикл рассказов, опубликованных в pulp-журнале Black Mask: «Чистка Отравилла» (ноябрь 1927); «Разыскивается преступление» — «Мужчина или женщина» (декабрь 1927); «Динамит» (январь 1928); «19-е убийство» (февраль 1928). В 1929 году Хэммет переработал рассказы, объединив их в роман.
Прообразом города в романе стал город Бат (штат Монтана) — там происходили забастовки рабочих, для борьбы с которыми было нанято агентство Пинкертона. Название этого города упоминается в первом предложении романа: «Впервые город Отервилл назвали при мне Отравиллом в Бате, в заведении „Большой пароход“».

## Основные персонажи
- Оперативник — неназываемый по имени сотрудник агентства «Континентал»
- Илайхью Уилсон — бизнесмен, фактический хозяин города
- Дональд Уилсон — сын Илайхью Уилсона, редактор местной газеты
- Дина Бранд — женщина неопределённых занятий, любовница Билла Куинта, Дональда Уилсона, Макса Талера
- Пит Финн — гангстер, бутлегер
- Лу Ярд — гангстер
- Макс Талер по прозвищу «Шёпот» — гангстер, игрок
- Нунан — шеф полиции
- Рено Старки — гангстер
- Билл Куинт — один из лидеров профсоюзной организации «Индустриальные рабочие мира»
- Роберт Олбури — помощник кассира из Первого Национального банка
- Дэн Ролф
- Боб Максуэйн — бывший полицейский
- Айк Буш — боксёр
- Мики Лайнен, Дик Фоли — сотрудники агентства «Континентал»

## Экранизации
В 1930 году в США была снята экранизация романа под названием «Roadhouse Nights»[en].
В 1960 году Акира Куросава положил сюжет «Кровавой жатвы» в основу своего фильма «Телохранитель», в котором действие происходило в Японии XIX века, а главным героем был самурай.
В 1964 году Серджо Леоне, основываясь на сюжете «Телохранителя», снял спагетти-вестерн «За пригоршню долларов». Куросава подал иск в суд за нарушение авторских прав и выиграл: он получил пятнадцать процентов прибыли от мирового проката и права на прокат в Японии.
В 1995 году Уолтер Хилл купил права на ремейк «Телохранителя» и снял фильм «Герой-одиночка».
Поклонники творчества Хэмметта братья Коэн взяли название своего первого фильма «Просто кровь» (англ. Blood Simple) из фразы, произносимой в романе оперативником, а их лента «Перекрёсток Миллера» имеет стилистические и сюжетные отсылки к «Кровавой жатве», «Стеклянному ключу» и некоторым рассказам Хэмметта.